# Средња школа „Светозар Ћоровић”
Средња школа „Светозар Ћоровић” је средња школа у општини Љубиње и једна од најмлађих у Републици Српској. Налази се у улици Светосавска 20, у Љубињи. Име је добила по Светозару Ћоровићу, једном од познатијих српских приповедача из херцеговачког краја.

## Историјат
Средња школа „Светозар Ћоровић” је до априла 1992. године радила као подручно одељење Средњошколског центра у Стоцу „25. октобар”, а тада је постала истурено одељење Гимназије „Јован Дучић” Требиње. Самосталност је добила 11. септембра 2002. године. Средња школа на Берковићима је почела са радом 1. септембра 2001. године као подручно одељење Центра средњих школа Требиње, у склопу којег је деловала до 1. септембра 2007. Уз сагласност Министарства просвете и културе Републике Српске делује од 1. септембра 2007. године у оквиру Средње школе „Светозар Ћоровић”. Тренутно има петнаест запослених, од тога тринаест у настави и два помоћна радника (ложач–домар и хигијеничар). Садржи опремљен кабинет информатике, спортске терене у оквиру школе, као и двориште. Данас представља јединствену средњу школу на подручју две општине Љубиња и Берковића у којој се школују ученици четвртог степена, гимназије општи смер и стручне школе.